# Летняни (станція метро)
50°07′31″ пн. ш. 14°30′50″ сх. д. / 50.12528° пн. ш. 14.51389° сх. д.
Летняни (чеськ. Letňany) — кінцева станція Празького метрополітену. Розташована за станцією «Просек». Була відкрита 8 травня 2008 року у складі пускової дільниці лінії C «Ладві» — «Летняни».
Конструкція станції — однопрогінна (глибина закладення — 10,3 м) з однією острівною платформою.

## Розташування
Станція знаходиться під вулицями Лістова і Беладова.